# Erwtensoep

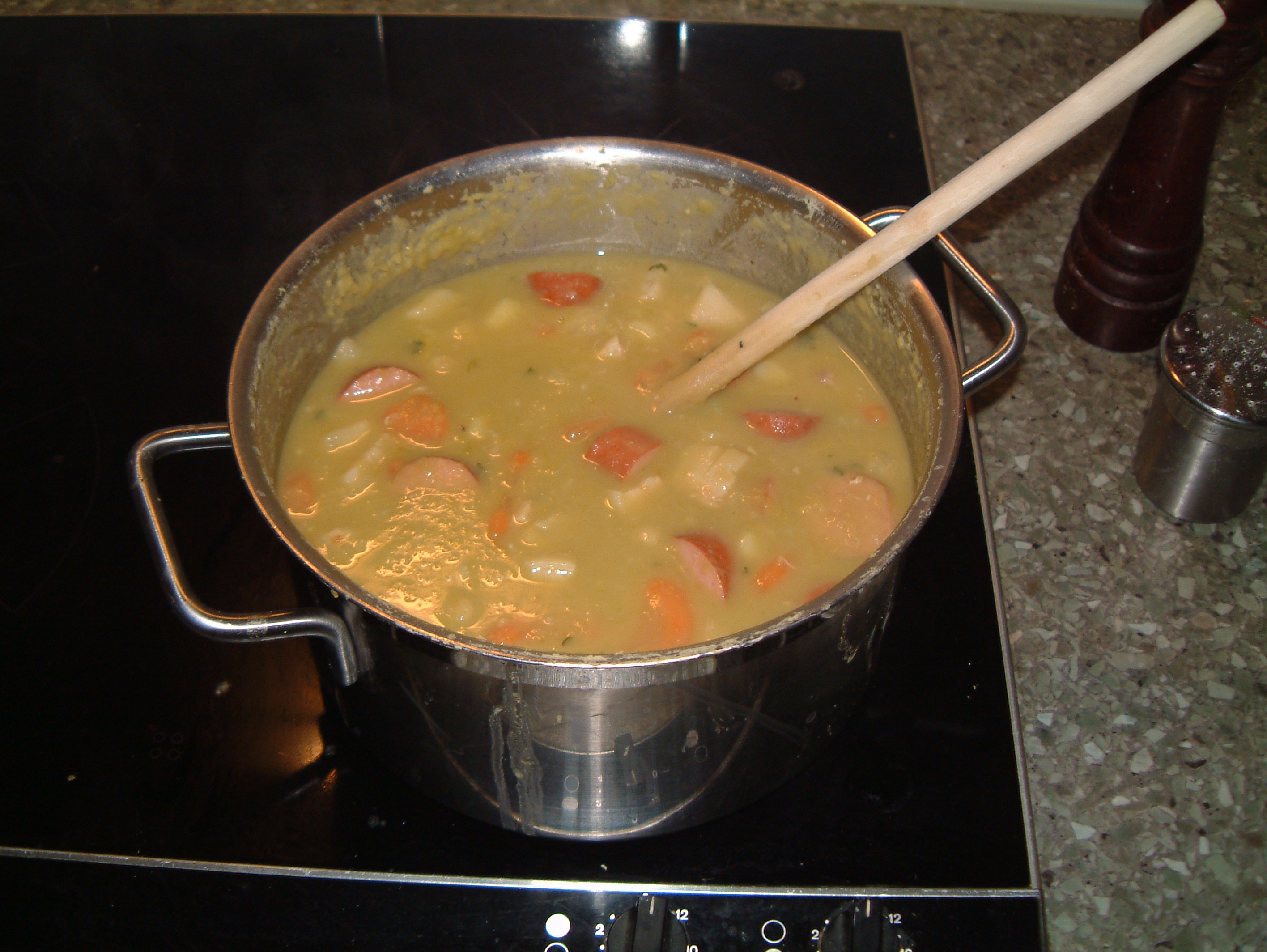
Erwtensoep

Erwtensoep is een soep gemaakt van spliterwten. De benaming snert wordt gebruikt voor de in Nederland gebruikelijke variant van deze soep, die doorgaans 's winters gegeten wordt en zo dik is dat deze meer op pap dan op soep lijkt.

## Oorsprong en verspreiding
Soep die is gemaakt van erwten heeft een lange geschiedenis. De soep is al bekend van oude Griekse beschavingen van ca 500 v.Chr., maar werd mogelijk al eeuwen daarvoor in Voor-Azië bereid. In Noordwest- en Oost-Europa zijn dikke varianten populair. Ook in Canada, de VS, Australië, India, het Midden-Oosten, Japan en Marokko worden varianten geserveerd, soms minder gebonden dan het traditionele Nederlands gerecht. Het eerste Nederlandse recept voor snert dateert uit het begin van de 16e eeuw.

## Nederlandse erwtensoep

### Samenstelling
Erwtensoep wordt gemaakt van ingrediënten die elk op zich lang houdbaar zijn. De basis vormt een vleesbouillon van gezouten vlees, waaraan gedroogde spliterwten of andere erwten worden toegevoegd. 
De hoeveelheden en de keuze van aanvullende ingrediënten variëren. Sommige traditionele recepten voor snert geven naast spliterwten als enige groenten knolselderij en prei, andere wortel en ui. Ook kan aardappel toegevoegd worden. Aardappels vallen tijdens langdurig koken uit elkaar en zorgen ervoor dat de soep sneller dik wordt. Andere groenten die toegevoegd worden zijn bleekselderij of bladselderij. De soep bevat vaak tevens vet varkensvlees, zoals krabbetjes, speklap, karbonade of varkenspoot. Ook rookworst is een vaak gezien ingrediënt.
Door de kenners wordt erwtensoep pas snert genoemd als de soep een nacht heeft gestaan. Daardoor wordt de soep bijzonder dik.

## Bij- en nagerechten
De erwtensoep wordt in Nederland traditioneel gegeten met roggebrood, belegd bijvoorbeeld met katenspek, kaas of boter. Sommigen kiezen pannenkoeken als dessert na erwtensoep, een gewoonte die in Scandinavische landen wijdverbreid is. In Zweden is dit een traditioneel menu voor de donderdag en wordt aangeduid als 'ärtsoppa och Pannkakor'.

## Toernooi
In Nederland wordt jaarlijks een Wereldkampioenschap Snertkoken gehouden. In 2019 vond de 25ste editie plaats, georganiseerd door de Stichting Oud Hollandse Gerechten Groningen. De winnaar krijgt de Zilveren Snertslaif (Gronings woord voor soepopscheplepel). Snertkoken werd in 2018 op de Nederlandse inventarisatielijst voor immaterieel erfgoed geplaatst.